# Canton de Damigny
Le canton de Damigny est une circonscription électorale française du département de l'Orne créée par le décret du 25 février 2014 et entrée en vigueur lors des premières élections départementales suivant la publication du décret.

## Histoire
Un nouveau découpage territorial de l'Orne entre en vigueur à l'occasion des élections départementales de 2015. Il est défini par le décret du 25 février 2014, en application des lois du 17 mai 2013 (loi organique 2013-402 et loi 2013-403). Les conseillers départementaux sont, à compter de ces élections, élus au scrutin majoritaire binominal mixte. Les électeurs de chaque canton élisent au Conseil départemental, nouvelle appellation du Conseil général, deux membres de sexe différent, qui se présentent en binôme de candidats. Les conseillers départementaux sont élus pour 6 ans au scrutin binominal majoritaire à deux tours, l'accès au second tour nécessitant 12,5 % des inscrits au 1er tour. En outre la totalité des conseillers départementaux est renouvelée. Ce nouveau mode de scrutin nécessite un redécoupage des cantons dont le nombre est divisé par deux avec arrondi à l'unité impaire supérieure si ce nombre n'est pas entier impair, assorti de conditions de seuils minimaux. Dans l'Orne, le nombre de cantons passe ainsi de 40 à 21.
Le canton de Damigny est formé de communes des anciens cantons d'Alençon 1er Canton (15 communes) et d'Alençon 3e Canton (1 commune). Il est entièrement inclus dans l'arrondissement d'Alençon. Le bureau centralisateur est situé à Damigny.

## Représentation
| Période élective | Période élective | Mandat | Mandat   | Identité      | Nuance | Nuance | Qualité |
| ---------------- | ---------------- | ------ | -------- | ------------- | ------ | ------ | --- |
| 2015             | 2021             | 2015   | 2021     | Sophie Douvry |        | LR     | Conseillère en création d'entreprise, conseillère municipale d'Alençon |
| 2015             | 2021             | 2015   | 2021     | Alain Lambert |        | UDI    | Notaire, ancien président du conseil général puis départemental (2007-2017), ancien conseiller général du canton d'Alençon-3 (1985-1992, 2004-2009), ancien conseiller général du canton de Putanges-Pont-Écrepin (2009-2015), ancien sénateur (1994-2002, 2004-2010), ancien ministre (2002-2004), président de la commission des finances et de l'administration générale |
| 2021             | 2028             | 2021   | en cours | Sophie Douvry |        | LR     | Conseillère sortante |
| 2021             | 2028             | 2021   | en cours | Michel Génois |        | DVC    | Responsable des ressources humaines, maire de La Roche-Mabile |

### Résultats détaillés

#### Élections de mars 2015
À l'issue du 1er tour des élections départementales de 2015, trois binômes sont en ballottage : Sophie Douvry et Alain Lambert (Union de la Droite, 33,05 %), Kévin Bodé et Dominique Lequilerier-Mallet (Union de la Gauche, 28,74 %) et Sandrine Marchand et Daniel Seiler (FN, 22,84 %). Le taux de participation est de 58,08 % (5 889 votants sur 10 139 inscrits) contre 54,04 % au niveau départemental et 50,17 % au niveau national.
Au second tour, Sophie Douvry et Alain Lambert (Union de la Droite) sont élus avec 39,64 % des suffrages exprimés et un taux de participation de 59,1 % (2 242 voix pour 5 992 votants et 10 139 inscrits).

#### Élections de juin 2021
Le premier tour des élections départementales de 2021 est marqué par un très faible taux de participation (33,26 % au niveau national). Dans le canton de Damigny, ce taux de participation est de 34,32 % (3 450 votants sur 10 052 inscrits) contre 34,53 % au niveau départemental. À l'issue de ce premier tour, deux binômes sont en ballottage : Sophie Douvry et Michel Génois (Union au centre et à droite, 43,81 %) et Sandrine Potier et Emmanuel Roger (DVG, 21,47 %).
Le second tour des élections est marqué une nouvelle fois par une abstention massive équivalente au premier tour. Les taux de participation sont de 34,36 % au niveau national, 34,27 % dans le département et 33,9 % dans le canton de Damigny. Sophie Douvry et Michel Génois (Union au centre et à droite) sont élus avec 61,52 % des suffrages exprimés (1 946 voix pour 3 409 votants et 10 056 inscrits),,.

## Composition
Le canton de Damigny comprend seize communes entières.
| Nom                             | Code Insee | Intercommunalité | Superficie (km2) | Population (dernière pop. légale) | Densité (hab./km2) | Modifier                                    |
| ------------------------------- | ---------- | ---------------- | ---------------- | --------------------------------- | ------------------ | ------------------------------------------- |
| Damigny (bureau centralisateur) | 61143      | CU d'Alençon     | 4,81             | 2 425 (2022)                      | 504                | modifier les données · modifier les données |
| Colombiers                      | 61111      | CU d'Alençon     | 12,34            | 334 (2022)                        | 27                 | modifier les données · modifier les données |
| Condé-sur-Sarthe                | 61117      | CU d'Alençon     | 8,46             | 2 492 (2022)                      | 295                | modifier les données · modifier les données |
| Cuissai                         | 61141      | CU d'Alençon     | 8,78             | 436 (2022)                        | 50                 | modifier les données · modifier les données |
| La Ferrière-Bochard             | 61165      | CU d'Alençon     | 10,82            | 706 (2022)                        | 65                 | modifier les données · modifier les données |
| Gandelain                       | 61182      | CU d'Alençon     | 15,31            | 416 (2022)                        | 27                 | modifier les données · modifier les données |
| Héloup                          | 61203      | CU d'Alençon     | 12,96            | 887 (2022)                        | 68                 | modifier les données · modifier les données |
| Lalacelle                       | 61213      | CU d'Alençon     | 13,37            | 266 (2022)                        | 20                 | modifier les données · modifier les données |
| Lonrai                          | 61234      | CU d'Alençon     | 6,14             | 1 084 (2022)                      | 177                | modifier les données · modifier les données |
| Mieuxcé                         | 61279      | CU d'Alençon     | 10,36            | 611 (2022)                        | 59                 | modifier les données · modifier les données |
| Pacé                            | 61321      | CU d'Alençon     | 7,56             | 411 (2022)                        | 54                 | modifier les données · modifier les données |
| La Roche-Mabile                 | 61350      | CU d'Alençon     | 5,21             | 162 (2022)                        | 31                 | modifier les données · modifier les données |
| Saint-Céneri-le-Gérei           | 61372      | CU d'Alençon     | 3,86             | 112 (2022)                        | 29                 | modifier les données · modifier les données |
| Saint-Denis-sur-Sarthon         | 61382      | CU d'Alençon     | 13,81            | 1 078 (2022)                      | 78                 | modifier les données · modifier les données |
| Saint-Nicolas-des-Bois          | 61433      | CU d'Alençon     | 25,26            | 284 (2022)                        | 11                 | modifier les données · modifier les données |
| Valframbert                     | 61497      | CU d'Alençon     | 13,95            | 1 699 (2022)                      | 122                | modifier les données · modifier les données |
| Canton de Damigny               | 6110       |                  | 173,00           | 13 403 (2022)                     | 77                 | modifier les données                        |

## Démographie
En 2022, le canton comptait 13 403 habitants, en évolution de −3,26 % par rapport à 2016 (Orne : −3,21 %, France hors Mayotte : +2,11 %).
| 2013   | 2018   | 2022   |
| ------ | ------ | ------ |
| 13 514 | 13 652 | 13 403 |